# Struikhangmatspin
De struikhangmatspin of bleke hangmatspin (Neriene peltata) is een spinnensoort uit de familie hangmat- en dwergspinnen (Linyphiidae). 

## Kenmerken
Net als andere leden van deze familie is het een kleine spin (tot 5 mm). Het kopborststuk is bruin met een zwarte centrale streep. De buik is wit met bruin gestreept. De soort bouwt een hangmatweb tussen struiken, waarin de spin ondersteboven hangt.

## Voorkomen
De soort komt voor in het Palearctische gebied en in Groenland.